# Laura Cerón
Laura Cerón (28 de septiembre de 1964) es una actriz mexicana ganadora del premio Alma por su papel como la enfermera Chuny Márquez en la serie de televisión ER.

## Carrera
Cerón nació en la Ciudad de México. Se mudó a Elgin, Illinois, a la edad de 10 años. Es la tercera mayor de dos hermanos y tres hermanas. En la escuela secundaria se involucró con el teatro. Después de salir de la escuela secundaria se unió a la Compañía de Teatro Latino de Chicago y se convirtió en una de sus actrices principales. Ha actuado en decenas de obras, entre ellas Cada día muere con el sueño, Héroes y santos y Así que pasen cinco años, esta última de Federico García Lorca.